# Shigesaburō Miyazaki
Shigesaburō Miyazaki (宮崎 繁三郎 – 4 de gener de 1892 – 30 d'agost de 1965) va ser un general japonès de l'exèrcit imperial japonès que va ser notable per comandar la 31a divisió japonesa a la campanya de Birmània de 1944. El seu fill gran va ser Shigeki Miyazaki, que va presidir de la Universitat de Meiji.

## Biografia

### Primers anys
Miyazaki va néixer a la prefectura de Gifu el 4 de gener de 1892. Es va graduar a l'escola secundària de la prefectura de Gifu i es va graduar a l'Acadèmia de l'Exèrcit Imperial Japonès en la 26a promoció, amb el lloc 236 de 736. Va ser assignat al 16è Regiment d'Infanteria que estava estacionat a Shibata, Niigata el desembre de 1911.

### Batalles de Khalkhin Gol
Després de treballar al Grup de la Xina de l'Estat Major General, es va convertir en assistent de l'Agència d'Afers Especials de Harbin. Va participar en activitats artesanals com l'objectiu de Masahiko Amakasu de desestabilitzar Manxúria i ampliar el poder de l' exèrcit imperial japonès . Pocs dies després de l'incident de Liutiaohu, la seva dona, Akiko, va presenciar l'escena on l'Amakura, que va visitar la residència oficial de Miyazaki, va explotar una granada com a operació de bandera falsa quan tornava a casa.
Durant la Defensa de la Gran Muralla va ser traslladat al 2n Capità del 31è Regiment d'Infanteria. Va estar estacionat a l'estuari de Liu i va romandre allí dues nits consecutives i el 10 de maig va llançar un atac nocturn per succeir a la vuitena divisió comandada per Yoshikazu Nishi. Pels seus esforços, va rebre l'orde del Milà d'Or de 3a classe. Després de tornar a l'interior de la unitat, va ser ascendit a tinent coronel i es va convertir en el cap del Grup de Criptografia, Divisió de la Xina, Quarter General de l'Estat Major. Va romandre completament indiferent als conflictes de faccions dins de l'Exèrcit, que van assolir el màxim a l'incident del 26 de febrer, i a la política dels oficials del ministeri de l'Exèrcit.
Després de treballar com a cap de l'Agència d'Afers Especials de Guangdong, va servir com a cap d'estat major de l'exèrcit de Taiwan del Japó i cap d'estat major del 21è exèrcit, es va convertir en el comandant del 16è regiment d'infanteria estacionat a Manxúria. Quan es van produir les batalles de Khalkhin Gol, va servir sota el Destacament de Katayama de la 2a Divisió i va dirigir el regiment a participar en la batalla al final de l'incident. Les tropes de les terres altes del llac Doroto estaven ben preparades i atacaven de nit per derrotar a les tropes soviètiques. Va repel·lir el contraatac de l'endemà de més de 100 tancs soviètics amb un gran cost. L'alto el foc es va decidir en aquest estat, però Miyazaki va reunir soldats amb experiència en maçoneria i va enterrar més d'una dotzena de monuments de pedra al llarg de la línia del front. En les negociacions de desenvolupament de la frontera després de l'incident, les fronteres reclamades per la Unió Soviètica i Mongòlia es van acordar com a fronteres, però a la part sud, que sota l'ocupació del 16è Regiment, l'enginy de Miyazaki va establir una frontera favorable a Manxúria i Japó. Pels seus esforços, Miyazaki va rebre l'orde del Sol Naixent de 4a classe amb raigs daurats.

### Batalla d'Imphal
Després de treballar com a director de l'Agència d'Afers Especials de Xangai, va ser el líder de la 26a Brigada de la 13a Divisió. La 13a Divisió va ser vista com l'eix vertebrador de l'operació d'invasió planificada de Chongqing en aquell moment. Miyazaki va ser enviat a Birmània juntament amb el 58è Regiment d'Infanteria adjunt a la brigada a causa de l'empitjorament de la situació de guerra al sud, i va ser complementat per la 31a Divisió sota el comandament de Kōtoku Satō.
El comandant del Quinzè Exèrcit, Renya Mutaguchi, va emetre una operació temerària coneguda com la batalla d'Imphal que va causar grans baixes entre l'Exèrcit Imperial Japonès, ignorant descaradament les línies de subministrament. Miyazaki només va comandar el 58è Regiment dels tres regiments sota el seu comandament, i va dirigir 3.000 soldats, inclòs un batalló de canons de muntanya per capturar Kohima, al nord d'Imphal.
El Destacament Miyazaki va abandonar Homalin, va començar a dirigir-se cap a Kohima més enllà de les muntanyes Mintami però la 50a Brigada de Paracaigudistes índia els va interceptar, però els japonesos van prendre l'equipament i van derrotar els indis a la batalla de Sangshak. Després de descansar mig dia aquí, Miyazaki es va dirigir al nord per l'autopista Imphal a Tohema entre Kohima i Imphal. L'exèrcit britànic estava fortificant una posició a Kohima, però el ràpid avanç de Miyazaki va superar les expectatives, i l'exèrcit britànic indi es va sorprendre de retirar-se del centre de Kohima i va fugir als turons on es trobava la residència oficial de l'advocat britànic al sud-oest del triangle. cruïlla que va iniciar la batalla de Kohima. L'ocupació de Kohima pel 58è Regiment va bloquejar la carretera d'Imphal entre Dimapur i Imphal, que era una línia de subministrament a Imphal. Miyazaki es trobava més lluny de la residència oficial del comissari britànic va rebre l'ordre de capturar la zona circumdant, la qual cosa no es va complir a causa de la resistència dels britànics a la batalla de la pista de tennis. Després d'això, el Destacament de Miyazaki va resistir obstinadament l'operació de recuperació de Kohima realitzada per l'exèrcit britànic amb dues divisions, però va patir grans danys sense rebre el suport d'altres unitats de la 31a Divisió, i el nombre de tropes era de tres minuts del nombre inicial. Va disminuir a un. Després de la retirada de la 31a Divisió a causa de la insubordinació del comandant de la divisió Satō, a Miyazaki se li va enviar una ordre des del quarter general militar ignorant la situació: "Aguanta a la carretera d'Imphal fins a l'ocupació d'Imphal". Miyazaki va dividir la unitat, que ja havia perdut tots els canons i reduït a 600 infants, i va dir
| « | Mentre un es resisteix a les tropes britàniques, l'altre construeix repetidament una posició a l'autopista Imphal darrere d'ella, desplaçant-se gradualment cap al sud per l'autopista. Vaig fer un pla per fer-ho. Si pots aguantar un mes a la carretera, seria un rècord mundial! | » |

Va animar els soldats i va augmentar la seva moral, però el dia 17, les seves defenses van ser finalment trencades per un tanc britànic a Karon, i la línia de subministrament a Imphal va ser recuperada.
El Destacament de Miyazaki, que estava envoltat per les tropes britàniques a la zona muntanyosa a l'est de l'autopista, va rebre finalment l'ordre de retirar-se del quarter general militar. Amb la creença que no deixaria els ferits al camp de batalla, Miyazaki també va portar lliteres amb ferits i els va donar el seu propi menjar quan li demanaven menjar. Quan va trobar soldats morts o ferits d'una altra part, el seu cos va ser enterrat i va contenir els soldats ferits.
A les tropes el lema de les quals era "qualitat sobre quantitat, suma sobre qualitat", Miyazaki sempre va mantenir "liderant en l'atac, últim en la retirada", i la unitat va mantenir el control fins al final tot patint grans danys.

### Més tard a Birmània
Miyazaki, que es va convertir en el comandant de la 54a Divisió després de la batalla d'Imphal, va lliurar una batalla de defensa prop del baix riu Irrawaddy l'abril de 1945. No obstant això, el general Heitarō Kimura, el comandant del front birmà, va abandonar el quarter general i va fugir, així que la divisió de Miyazaki, que va perdre el seu sistema de comandament, va quedar completament aïllada entre els enemics. A punt de ser aniquilat, va abandonar el seu equipament pesat i va fugir al bosc de bambú de les muntanyes de Bago, però la 54a Divisió va perdre subministrament i contacte, i aquesta vegada tot l'exèrcit va estar a punt de morir de fam. Allà, a finals de juliol, es van veure obligats a dispersar-se i intentar trencar les línies enemigues, però molts dels soldats van morir, i menys de la meitat van arribar a la destinació a la riba oriental del riu Sittang, iniciant la batalla del Sittang Bend. Miyazaki també va desenvolupar persistentment una batalla defensiva allà, posant fi a la guerra a Juuejin.
Després d'això, va ser detingut en un camp de Birmània, i quan va ser presoner de guerra a l'exèrcit britànic, mai es va adormir encara que els seus subordinats fossin tractats de manera inadequada, i cada vegada va protestar contra l'exèrcit britànic i va protegir els seus subordinats. Miyazaki mai va abandonar el seu deure com a comandant, fins i tot després que la batalla va acabar i va ser fet presoner. Va tornar al Japó el maig de 1947.

### Vida de postguerra
Després de tornar al Japó, va dirigir la botiga minorista de ceràmica Gifuya en un districte comercial prop de l'estació de Shimo-kitazawa a la línia Odakyū Odawara iva acabar amb la seva vida com a propietari d'una botiga. El 1958, va escriure una memòria titulada Lluitant al 16è Regiment d'Infanteria a la revista "Maru".
Minoru Murata (Tient Coronel, Cap d'Estat Major de la 54a Divisió), que va visitar el lloc just abans de la seva mort, va dir que Miyazaki havia dit repetidament: "Definitivament, vau prendre el control de la unitat que es va separar en trencar l'enemic?"

## Dates de promoció
Rikugun-Shōi - 25 de desembre de 1914
 Rikugun-Chūi -25 de juliol de 1918
 Rikugun-Tai-i - 15 de març de 1924
 Rikugun-Shōsa - 6 de març de 1930
 Rikugun-Chūsa - 1 d'agost de 1934
 Rikugun-Taisa – 14 de febrer de 1938
 Rikugun-Shōshō - 2 de desembre de 1940
 Rikugun-Chūjō - 27 de juny de 1944

## Condecoracions
Orde del Sol Naixent de 4a classe - 22 de desembre 1934
 Orde del Milà d'Or de 3a classe - 29 d'abril 1934
 Orde del Tresor Sagrat de 1a classe - 12 d'octubre de 1944
 Orde del Tresor Sagrat de 2a classe - 10 de març de 1942
 Medalla Commemorativa de l'Entronització Showa
 Medalla de l'Incident Xinès de 1931-1934
 Medalla de l'Incident Xinès de 1937-45
 Medalla Commemorativa del 2600è Aniversari Nacional
Premi especial a l'Ordre de Servei Distingit al Premi de Conducta Distinguda